# Льорцин (Мазовецьке воєводство)
Льорцин (пол. Lorcin) — село в Польщі, у гміні Насельськ Новодворського повіту Мазовецького воєводства.
Населення — 149 осіб (2011).
У 1975-1998 роках село належало до Цехановського воєводства.

## Демографія
Демографічна структура станом на 31 березня 2011 року:
|          | Загалом | Допрацездатний вік | Працездатний вік | Постпрацездатний вік |
| -------- | ------- | ------------------ | ---------------- | -------------------- |
| Чоловіки | 75      | 11                 | 55               | 9                    |
| Жінки    | 74      | 21                 | 34               | 19                   |
| Разом    | 149     | 32                 | 89               | 28                   |